# 橋元恵一
橋元 恵一（はしもと けいいち、1967年4月23日 - ）は、日本の音楽プロデューサー。ポップカルチャーフェス「@JAM」総合プロデューサー、音楽レーベル「MUSIC@NOTE」プロデューサー、番組スーパーバイザーなどを務める。現在はソニーミュージックグループに籍をおきながら、関連会社のライブエグザム企画制作部長を務める。東京都板橋区出身。日本大学法学部卒業。

## 概要
ソニー・ミュージックエンタテインメント／ライブエグザムの音楽プロデューサー。
日本大学法学部卒業後、Tooを経て、ソニー・ミュージックコミュニケーションズに入社。アーティストの販促サポートやビジュアルプロデュースを担当し、絢香、ケツメイシ、山崎まさよし、森山直太朗などのクリエイティブを担当。
ソニー・ミュージックエンタテインメントへ異動し、ポップカルチャー音楽イベント『@JAM』を立ち上げる。現在では国内外にて年間30本以上のシリーズイベントの総合プロデューサーを担当。また、TOWER RECORDSとの共同レーベル『MUSIC@NOTE』のプロデュースや、アイドルグループのプロデュースワークも精力的に行っている。『アットジャム～日本一のアイドルイベントをゼロから育てた10年間』（ユサブル）を上梓。

## 来歴
1967年（昭和42年）東京都板橋区生まれ。中高生のときは大手芸能事務所に所属し、タレントを目指していた。日本大学法学部卒業後、キヤノン販売の代理店へ。ここでMacintosh販売の仕事をしているうちに多くのグラフィックデザイナーと縁が繋がり、1993年（平成5年）、26歳でソニー・ミュージックコミュニケーションズに入社。ビーインググループやトイズファクトリーなど、メーカー販促業務をサポートするようになる。ZARD「揺れる想い」が最初の仕事となり、以降、B'z、大黒摩季、My Little Lover、SPEEDなどを担当。1998年頃からは、ビジュアルプロデューサーとして、SOPHIA、絢香、ケツメイシ、THEイナズマ戦隊などを担当した。
2010年（平成22年）2月、ソニー・ミュージックエンタテインメントに新設されたライブエンターテインメント事業部へ異動。初めてライブ運営に携わるようになる。9月よりロックバンドSPYAIRのライブ総括プロデューサーを務める傍ら、同年11月、年間5万人を動員するカルチャーフェス『@JAM』の前身となる、アニソンやアイドルなどが融合する『ヲタJAM』を開催した。その後、大規模アイドルイベントである『TOKYO IDOL FESTIVAL』が2013年夏時点で「来年の開催が未定」と聞き、翌2014年、その受け皿となるような大規模アイドルフェス『@JAM EXPO』を初開催した。横浜アリーナに出演者120組以上、入場者数1万人以上を集め、『TOKYO IDOL FESTIVAL』に肩を並べる規模のアイドルフェスとなった。
2018年（平成30年）タワーレコードと@JAMが共同運営するレーベル「MUSIC@NOTE」を設立し、レーベルプロデューサーを担当。2019年、『TOKYO IDOL FESTIVAL 2019』10周年企画のレコメンダーとして選出された。
2021年（令和3年）初めての著書『アットジャム 日本一のアイドルイベントをゼロから育てた10年間』が発売。ソニーミュージックに勤める橋元がイベントやフェスの企画制作を行う部門に異動し、アイドルに関わる経緯と@JAMを立ち上げてからの10年の歴史を1冊の本にまとめた。
2022年（令和4年）沖縄県の本土復帰50年という節目に、県内にアイドルを抱える芸能プロダクション7社が連携する形で、2022年12月31日までの活動期間限定の合同プロジェクトをプロデュース。同年、特典総額2,000万円、ネクストブレイクアイドルの頂点を決めるアイドルコンテストNEXT IDOL GRANDPRIXの審査員を担当（現任）。
2023年（令和5年）芸能事務所A-team主催『A-Team Groupと「@JAM」によるアイドル発掘オーディション』を立ち上げる。既存の“アイドル像”にとらわれず、新しいことに挑戦していける女性や、個性的なパフォーマンス、魅力的なキャラクターを持つ女性を発掘。日本をはじめとするアジア圏で活躍できるグローバルなアイドルを育成することが目的。合格者はA-Team Groupに所属し、「@JAM」プロデュースの育成カリキュラムでアイドルに必要なさまざまなスキルを学ぶ
2024年（令和6年）二階堂ふみらを輩出した『美少女図鑑』主催の全国規模の新人美少女声優発掘オーディション「美声女ヒロイン2024」審査員に就任。同年4月14日、最終審査が開催され、グランプリに京都府出身の18歳cotoが選ばれた。

## 人物
- 海とサーフィンが好きで、自身のFacebookやTwitterでは頻繁に早朝の海の写真が出てくる。出社前に波の音を聴くとリラックスするという[2]。またTwitterには、Wikipediaの当「橋元恵一」項目へのリンクが張られている[28][29]。
- 音楽のルーツは小学校低学年。ピンクレディーがデビュー、「およげ！たいやきくん」の大ヒットで親にねだってレコードをせがんで買ってもらったことから始まる。その後は小遣いでサザンオールスターズや沢田研二、『ザ・ベストテン』で注目される音楽をたくさん買いあさった[30]。
- 10代のときはマイケル・ジャクソン、尾崎豊などを聴いていた。特にマイケル・ジャクソン、ジャクソンズはタレント時代のダンスレッスンの際によく使われており聴き馴染んでいた[7]。
- ケツメイシは約10年間担当し、デビューから2010年までの全作品に携わった。アルバム『ケツノポリス』はメンバーの持っていた沖縄での写真を使ったという。そこから首里城で撮った写真がアルバムの定番になったという[2]。
- ソニーで長年ビジュアルプロデューサーに従事。デビュー前のタイミングで「このアーティストを秋にデビューさせる。楽曲はこういった方向で、ターゲットは〇〇で……」など話を受けて、どのようなクリエイティブにするか、デザイナーを誰にして、どういったデザインにして、スタイリストやメークはどうして、MV（ミュージックビデオ）の作品の方向、どの監督に依頼、コンサートの衣装はどうするかなど一連の流れを決めていた。代表作としてケツメイシの「さくら」や、絢香の「三日月」がある[31]。
- 42才までビジュアルプロデューサーとして取り組んできた橋元は、突然の異動を命じられる。リセット状態で一からスタートを切ることに最初は不安しかなかったという[31]。
- 『@JAM』スタート当初は集客できずに赤字の連続だったが、2018年開催『@JAM EXPO 2018』のパートナーに日本テレビ、レコチョクが入り、初の黒字となった。イベントではアイドルのセカンドキャリアを考えており、『@JAM EXPO 2017』には解散したグループを一日限り復活させる「Expo Dream Stage」を用意した[32]。『@JAM EXPO 2019』には前年解散したベイビーレイズJAPANの高見奈央と、PASSPO☆の森詩織を総合司会に抜擢した。また、アイドルになりたい子供達などのアイドル予備軍を応援したいため、小学生以下は入場無料にしている[33][34]。

## ビジネス論
- イベントを仕掛けるのに大切にしていることは「ファンマーケティング」。ファンとの深い関係を築き、ブランドやイベントに対するロイヤルティーを高めることで、長期的な支援を引き出す。VIPチケットの設定や特典の充実は、ファンに特別な体験を提供することによって、リピーターとなるファンを増やし、LTV（ライフタイムバリュー：顧客生涯価値）を向上させる。一般的なイベントでは、チケット完売額の70～80％程度を損益分岐点としている。＠JAM EXPOでは全体の価格調整をしている。特にVIPチケットはイベント運営の重要な収入源であり、VIP S席（3日券 13万7000円）、VIP席（3日券 12万6000円）など特に熱心なファン層からのサポートを引き出している。ファンの一人ひとりの価値を最大限に引き出し、収益の安定化を図っている[35]。
- 「ファンマーケティング」を強化するため月額500円の有料会員制度を導入。会員限定のコンテンツや優先チケット販売を提供し、ファンとの関係を強化している。ファンのLTVを向上させ、イベントの収益を安定させるだけでなく、ファンとの長期的な関係構築を狙う。ファンはイベントを単なる一度の体験とせず、継続的に参加し、ブランドやアーティストとのつながりを強められる。さらにデータドリブンなマーケティングを活用している。チケット購入者の基本属性データや、SNSでの行動データを分析し、ターゲット層に対してより効果的なプロモーションを展開。ファン層に対してよりパーソナライズされたアプローチが可能となり、プロモーション効果を最大化している[35]。
- アイドルシーンは供給過多の状態にあり、東京都内だけでも3000以上ものアイドルグループが活動している。毎週末、対バンライブなど複数グループが参加するイベントが開催されているなか、いかにして差別化を図り、独自のブランドを築くかが課題となっている。@JAM EXPOでは、他のフェスとの差別化を図るため、アイドルグループ同士のコラボレーションを積極的に展開。2024年の@JAM EXPOは26のコラボ企画を予定していて、ファンに新たな驚きと体験を提供する。2025年初頭のライブを最後にアイドルグループとしての活動を終える「でんぱ組.inc」は特別企画を用意して、既存のファン層だけでなく、新しいファン層を引きつける重要な施策を次々を考えている[35]。

## 担当したアーティスト
アーティストの『クリエイティブプロデュース』『ライブプロデュース』『スーパーバイザー』『プロデューサー』等。（五十音順）
- アイドルネッサンス[7]
- 絢香[31]
- ウルフルズ[36]
- S.R.S[36]
- Auroranote[36]
- OKI.7STARS[24]
- 乙女新党[36]
- on and Go![36]
- 九州男[36]
- 杏子[36]
- ケツメイシ[31]
- GO! GO! 7188[36]
- THEイナズマ戦隊[36]
- Jumping Kiss[37]
- Jewel☆Ciel[38]
- SUPER EGG MACHINE[36]
- SUPER☆GiRLS[14]
- SNAPPERS[36]
- SPYAIR[36]
- SOPHIA[7]
- DIANNA☆SWEET[39]
- 転校少女*[40]
- Party Rockets GT[41]
- 松下優也[36]
- 未来サプライズ[42]
- 森山直太朗[36]
- 山崎まさよし[31]
- RAG FAIR[31]

- ユフ♫マリ（2014年@JAMナビゲーター）[36]
- 妟美蘭（2015年@JAMナビゲーター）[36]
- NAH（2016年@JAMナビゲーター）[36]
- サクラノユメ。（2017年@JAMナビゲーター）[36]
- MEY（2018年@JAMナビゲーター）[36]
- R2K（2019年@JAMナビゲーター）[36]
- るかりな（2020年@JAMナビゲーター）[43][36]
- S.T.O（2020年@JAMナビゲーター）[43][36]
- FMF（2021年@JAMナビゲーター）[44]
- You Never Know（2022年@JAMナビゲーター）[45]
- 夏の月を夢みて（2023年@JAMナビゲーター）[46]
- rad sound rebels（2024年@JAMナビゲーター）[47]
- @JAM ALLSTARS（2014年 - 2023年）[48][49][50][51][52][53][36][54][55][56]

## 担当番組
- @JAM応援宣言!! 萌えろ@エンジェルちゃん（2014年7月28日 - 10月13日、SHOWROOM） - 出演[57]
- @JAM応援宣言!「@JAM THE WORLD」（2014年10月27日 - 、SHOWROOM・MixChannel） - 出演[58][59]
- 東京アイドル戦線（2017年7月6日 - 2018年3月29日、TX） - スーパーバイザー[60]
- 超!アイドル戦線 〜Men'sSide＆Girl'sSide〜（2018年4月5日 - 2019年3月28日、TOKYO MX） - スーパーバイザー[60]
- @JAM TV powered by LIVE DAM Ai（2019年7月21日 - 2020年6月29日、日テレプラス） - 企画・監修[61]
- カワイク大爛闘！バトルロアイドル（2020年3月28日 - 、日テレプラス 他）- 協力[62]

## 著書
- アットジャム 日本一のアイドルイベントをゼロから育てた10年間（2021年3月19日、ユサブル）ISBN 978-4909249364

## 出演

### テレビ
- ぽっかる（2025年1月19日、BS日テレ） - ゲスト出演

### ラジオ
- DI:GA 茂木放送協会（2014年8月9日、TOKYO FM） - ゲスト出演
- 妄想科学デパート AKIBANOISE（2014年7月8日・8月5日、TOKYO FM） - ゲスト出演
- HITS ONE powered by Billboard JAPAN（2017年3月8日、TS ONE） - 橋元恵一 音楽ヒストリー特集[7]
- J-WAVE INNOVATION WORLD（2017年5月19日、J-WAVE）[63]
- スペシャRISE-今夜もキミらしく（2018年5月28日・6月4日、bayfm） - ゲスト出演[64]
- 坂上みきのエンタメgo!go!（2018年7月2日 - 6日、ラジオ日本） - ゲスト出演[65]
- ＃とらメロ 荻野可鈴のお金が全て?（2018年8月21日、ラジオNIKKEI） - ゲスト出演[66]
- ももいろクローバーZ マネージャー川上アキラのオールナイトニッポン0(ZERO)（2020年2月9日(8日深夜)、ニッポン放送） - ゲスト出演[67]
- MGノブのスタッフパスガイダンス（2024年4月19日、block.fm） - ゲスト出演[68]
- SHIBUYA CULTURE DESIGN STUDIO（2025年2月27日、渋谷クロスFM） - ゲスト出演[69]

### イベント
- ソニアカフェス2015（2015年10月3日、SME乃木坂ビル） - 講師として出演[70]
- INNOVATION WORLD FESTA 2016 Supported by CHINTAI（2016年5月14日、筑波大学） - 「ライブアイドルの今とこれから」イノベーターとして出演[71]
- TOKYO IDOL FESTIVAL（2016年8月5日、2017年8月4日、2018年8月3日、2019年8月2日、フジテレビ湾岸スタジオ） - 「TOKYO IDOL PROJECT × @JAM トークショー」に@JAMプロデューサーとして出演[72][73][74][75]
- TOKYO IDOL PROJECT × @JAM ニューイヤープレミアムパーティー（2017年1月2日・3日、2018年1月2日・3日、2019年1月2日・3日、2020年1月2日・3日、フジテレビ本社屋） - Party StageのMCとして出演[76][77][78][79]
- INNOVATION WORLD FESTA 2017 Supported by CHINTAI（2017年6月3日、つくばカピオ） - 「SNS時代のアイドルビジネス最前線！ & わーすたトークセッション」イノベーターとして出演[80]
- 日経エンタテインメント!20周年特別企画「エンタ！DAYS 2017 in SHIBUYA」（2017年7月6日、渋谷ヒカリエ） - 「セッション 激変する音楽業界の最新事情」講師として出演[81]
- アイドルLOUNGE〜2018夏、アイドルシーンの広がりを考える〜（2018年8月7日、秋葉原ガジェット通信）- @JAMプロデューサーとして出演[82]
- ニッポン放送『ももいろクローバーZ マネージャー川上アキラのオールナイトニッポン0(ZERO)』（2019年2月7日、横浜アリーナ センテニアルホール） - ゲスト出演[67]
- 吉川友スペシャルライブ 〜YOU達、来ちゃいなよ！〜（2019年5月4日、初台DOORS） - ゲスト出演[83]
- エンターズ「業界人セミナー ライブ制作のシゴト」（2020年12月1日、オンライン） - 講師として出演[84]
- サンミュージック主催『Sun Music 美らスターオーディション2022』（2022年3月26日、iias沖縄豊崎） - 審査員[85][86]
- ネクストブレイクアイドルの頂点を決めるアイドルコンテスト「NEXT IDOL GRANDPRIX」 - 審査員（2022年～2024年）[87]
- サンミュージック主催『Sun Music 美らスターオーディション2023』（2023年4月1日、iias沖縄豊崎） - 審査員
- A-team主催『A-Team Groupと「@JAM」によるアイドル発掘オーディション』 - 審査員[88]
- 美少女図鑑主催・新人美少女声優発掘オーディション「美声女ヒロイン2024」（2024年4月14日） - 審査員[27]

### ウェブ
- 日経トレンディネット
  - （2013年11月8日） - アイドルライブをアジアで拡大、Zeppライブエンタテインメントの狙い[89]
  - （2014年12月22日） - 次のアイドルはネット発！ZeppとDeNAが新人発掘でタッグを組んだワケ[90]
  - （2016年12月8日） - アイドルの稼ぎ方 物販と特典会で支えるライブ[91]
  - （2017年8月3日） - 目玉はコラボと復活 ヒットを作るアイドルの夏フェス〜アイドルフェス@JAM総合Pに聞く[92]
  - （2018年8月22日） - アイドルフェスがTV局とコラボで「都市型」目指す[93]
- Real Sound
  - （2015年5月29日） - 『CHEERZ』&『@JAM』両プロデューサーが語る、アイドルシーン拡大策「K-POPがアジア中を席巻したような現象を起こしたい[17]
  - （2016年11月25日） - "アイドルフェス"ビジネスの拡大が生んだ成果と課題ーー『TIF』『@JAM』のキーマンが考える[94]
- dot.（2015年8月7日） - 「@JAM」総合プロデューサー、橋元恵一さんインタビュー[95]
- ロピロピ
  - （2017年2月23日） - 一億人に響く神曲とシーンをガールズアイドル業界著名人35名が分析[96]
  - （2017年9月29日） - 松永直幸・鈴木愛結（アイドル横丁）、菊竹龍（TIF）、橋元恵一（@JAM）、2017年夏のアイドルフェス・イベントを語る。アイドルLOUNGE オフイベントVol.8レポート[14]
- 日経MJ（2017年8月22日） - 2大女子アイドルフェスが新機軸 スター発掘に注力[97]
- mysoundマガジン（2017年10月13日） - Behind the scenes 〜「@JAM」総合プロデューサー・橋元恵一のクリエイティブ×ライブ〜[2]
- コンサートプロモーターJP（2017年11月14日） - A.C.P.C.提携講座 ライブ・エンタテインメント論 ゲスト講師リレーインタビュー[98]
- 週刊アスキー（2018年8月24日） - アイドルフェス「@JAM」プロデューサー橋元氏はAndroid二刀流！[60]
- レコログ
  - （2019年7月29日） - 橋元恵一総合プロデューサーと親善大使・古川未鈴（でんぱ組.inc）が@JAM EXPO 2019を語る[33]
  - （2020年8月24日） - 橋元恵一総合プロデューサーと@JAM実況MCの高見奈央が対談[99]
  - （2021年9月24日） - 橋元恵一×髙橋麻里×高見奈央×森詩織が語る「@JAM EXPO 2020-2021」とこれから[55]
  - （2021年9月29日） - ＠JAM総合プロデューサーが語る、ゼロからはじめたアイドルフェスを10年間続けてみえてきたこと[30]
- 日経クロストレンド（2020年8月17日） - コロナ時代！オンラインでフェス黒字化のカギ[100]
- 音楽ナタリー（2020年8月19日） - アイドルシーンの未来を切り開くオンラインの可能性[101]
- ITmedia ビジネスオンライン
  - （2021年8月21日） - アイドルフェス「@JAM」仕掛け人に聞く「思い切って捨てる」覚悟：アイドルプロデューサーの「敗北、信念、復活、成功」【前編】[31]
  - （2021年9月7日） - 500人の組織から数人の部署へ突然の異動　「@JAM」仕掛け人は、いかにして日本有数のアイドルフェスを作ったのか：アイドルプロデューサーの「敗北、信念、復活、成功」【中編】[102]
  - （2022年8月24日） - 「@JAM EXPO」仕掛け人に聞くライブエンタメの実情[103]
- wallop
  - （2019年6月26日） - notallミュージックトークライブ『 6U 』[104]

### 雑誌
- 日経エンタテインメント！（2021年11月号、2022年6月号、8月号、2023年8月号） - 女子アイドルの逆襲～フェスの再起動[105]。次世代ガールズグループ大研究。夏フェス最新事情に関するインタビュー。